# Ganoderme d'Europe
Ganoderma adspersum
Espèce
Ganoderma adspersum, le Ganoderme d’Europe  ou  Ganoderme parsemé ,  est une espèce de champignons (Fungi) basidiomycètes de la famille des Ganodermataceae.

## Caractéristiques
Les Ganodermes sont des champignons  parasites ou saprophytes de faiblesse des feuillus, plus rarement des conifères et que l’on trouve dans les bois aérés et dans les parcs.

## Description du sporophore

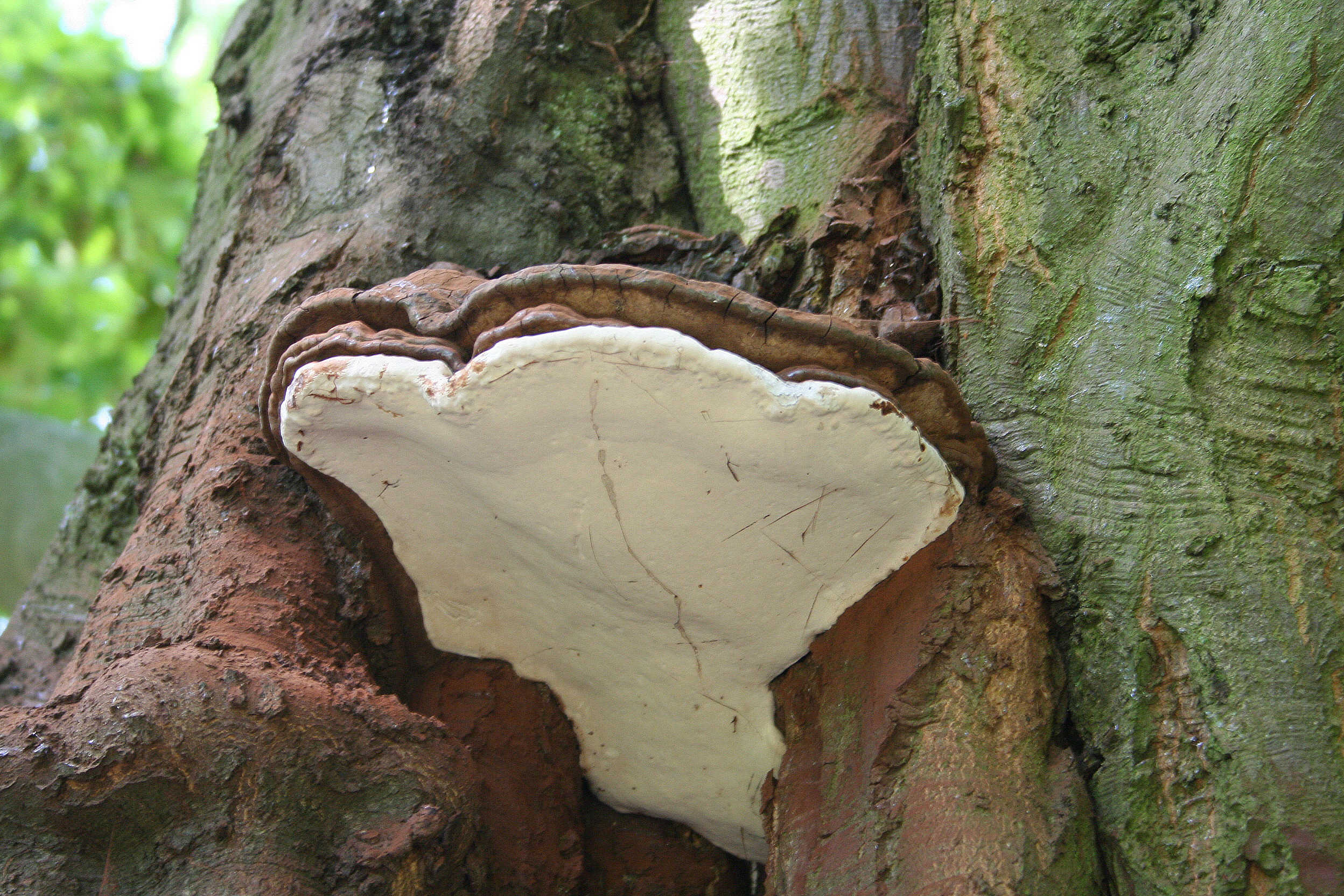
Le ganoderme d’Europe ou ganoderme parsemé

Le Ganoderme d’Europe est un champignon de grande taille pouvant atteindre 5 à 35 cm de large, 10 à 60 cm de long sur 10 à 30 cm d’épaisseur, ayant la forme d’une console semi-circulaire dont la face supérieure est recouverte d’une croûte dure, renflée, ondulée, bosselée.  Cette croûte brune, d’abord d'aspect laqué, se couvre d’un dépôt de spores lui donnant un aspect mat de couleur brun rouille et fonce en vieillissant. Sa face inférieure est constituée de tubes de couleur blanc crème.
Il a une chair coriace de couleur brun foncé.
Il pousse toute l’année surtout sur les troncs de feuillus (hêtre) qu’il parasite dangereusement et fait lentement périr.

## Utilisation
C’est un champignon non comestible.